# رزن-سای (شهرستان آق‌سی)
رزن-سای (به لاتین: Razan-Say) یک عوارض جغرافیایی در قرقیزستان است که در شهرستان آق‌سی واقع شده‌است. رزن-سای ۲۴۹ نفر جمعیت دارد.